# Стаунтон, Джордж Леонард
Сэр Джордж Леонард Стаунтон (Стонтон) (англ. Sir George Leonard Staunton; 1737—1801) — английский ботаник, врач и дипломат.

## Биография
Джордж Леонард Стаунтон (Стонтон) родился 19 апреля 1737 года в деревне Каргинс графства Голуэй в западной Ирландии. Учился медицине в Иезуитском колледже в Тулузе, в 1758 году окончил его со степенью доктора. Затем продолжил обучение в Медицинской школе Монпелье.
В 1762 году Джордж отправился в Вест-Индию, где работал врачом, там он познакомился с графом Джорджем Макартни. В 1770 году вернулся в Англию. С 1772 по 1779 Стаунтон жил в Гренаде. В 1781 году Джордж Леонард вместе с Макартни отправился на дипломатическую миссию в Ченнаи. Эта миссия добилась подписания мирного договора с Англией Типу Султаном, правителем княжества Майсур. По возвращении в Англию Стаунтон получил титул баронета. В 1787 году он был избран в Лондонское королевское общество. В 1790 году получил степень доктора права в Оксфордском университете.
В 1792 году Стаунтон отправился в Китай вместе с дипломатической миссией во главе с Макартни. Миссия не принесла успеха Англии, однако научные сведения, полученные англичанами (в том числе ботанические) были велики. Позже Стаунтон издал многотомную книгу, обобщающую полученные в экспедиции сведения.
Джордж Леонард Стаунтон скончался в Лондоне 14 января 1801 года. Он был похоронен в Вестминстерском аббатстве, где ему был воздвигнут памятник.
В Китае Стаунтон собрал большое количество образцов растений. Основная их часть хранится в Британском музее (BM).
Сын — Джордж Томас Стаунтон — английский путешественник, востоковед и синолог.

## Некоторые научные книги
- Staunton, G.L. (1797). An authentic account of an embassy to the emperor of China. 2 vols.

## Роды, названные в честь Дж. Л. Стаунтона
- Stauntonia DC., 1817

### Комментарии
1. ↑  Согласно Англо-русской практической транскрипции